# Beširovići
Beširovići (en serbe cyrillique : Бешировићи) est un village de Bosnie-Herzégovine. Il est situé dans la municipalité de Srebrenica et dans la république serbe de Bosnie. Selon les premiers résultats du recensement bosnien de 2013, il compte 75 habitants.

## Démographie

### Répartition de la population par nationalités (1991)
En 1991, le village comptait 551 habitants, répartis de la manière suivante :